# آمالته
آمالته (به لاتین: Amalte) یک منطقهٔ مسکونی در روسیه است که در شهرستان لواشینسکی واقع شده‌است.